# Essential World English
Essential World English (Inglese Mondiale Essenziale) è una versione più naturale del Basic English, creata da Lancelot Hogben nell'anno 1963.
Alcuni tratti dell'Essential World English sono: 
- Solamente 1.300 parole, più una lista di argot e termini temporanei che mutano frequentemente, da insegnare al ritmo di 50 parole per settimana.
- L'uso di distinte parole quando possibile (la mancanza di questo è sovente considerata come un problema nel Basic English).
- Un'ortografia più semplice e naturale che quella dell'inglese normale.